# Condado de Stewart (Geórgia)
O Condado de Stewart é um dos 159 condados do Estado americano de Geórgia. A sede do condado é Lumpkin, e sua maior cidade é Lumpkin. O condado possui uma área de 1 200 km², uma população de 5 252 habitantes, e uma densidade populacional de 4 hab/km² (segundo o censo nacional de 2000). O condado foi fundado em 23 de dezembro de 1830.